# کلارنس همار
کلارنس همار (انگلیسی: Clarence Hammar; ۲۳ ژوئن ۱۸۹۹ – ۳۱ دسامبر ۱۹۸۹) قایقران، و قایقران قایق بادبانی اهل سوئد بود.